# Volška Bolgarija
Volška Bolgarija ali Volško-kamska Bolgarija (bolgarsko: Волжка България, rusko: Волжская Булгария) je bila zgodovinska prabolgarska država, ki je obstojala od 7. do 13. stoletja na sotočju rek Volge in Kame v današnji Rusiji. Naslednici Volške Bolgarije sta današnji republiki Tatarstan in Čuvašija, ki sta del Ruske federacije.

## Nastanek
Izvirni podatki o Volški Bolgariji so zelo skopi. Avtentični prabolgarski zapisi se niso ohranili, zato večina podatkov izvira iz takratnih arabskih, perzijskih, indoarijskih in ruskih virov. Nekaj podatkov je bilo pridobljenih tudi z arheološkimi izkopavanji.
Ozemlje Volške Bolgarije je bilo prvotno naseljeno z ugrofinskimi plemeni. Prabolgari so se tja priselili iz okolice Azova okrog leta 660. Vodil jih je Kotrag, sin prabolgarskega kana (carja) Kubrata. V 8. stoletju so naselili pokrajino Idel-Ural (Volga-Ural), kjer so konec 9. stoletja postali vladajoča populacija in združili razna plemena, ki so živela na tem področju. Nekatera prabolgarska plemena so se selila še bolj na zahod in se končno naselila v Podonavju v današnji Bolgariji, kjer so se zlila s tamkajšnjim slovanskim prebivalstvom in privzela južnoslovanski jezik in pravoslavno vero. 
Plemena na ozemlju Volške Bolgarije so se začela združevati v poznem 9. stoletju. Ustanovila so prestolnico Bolgar, ki je ležala 160 km južno od današnjega Kazana, večina poznavalcev pa kljub temu meni, da niso bila povsem neodvisna od Hazarov, dokler ni Hazarov leta 965 uničil Svjatoslav I. Kijevski.

## Vzpon
Večji del prebivalstva Povolžja so sestavljala turška plemena, med katerimi so bili Prabolgari, Suvari, Barsili, Bilari, Balandžari in del Burtasov (po ibn Rustahu). Potomci tega dela Volških Prabolgarov z večjimi ali manjšimi primesmi ugrofinskih in kipčaških turških ljudstev so današnji Čuvaši in kazanski Tatari. Manjši del prebivalstva so sestavljala finska in ugrijska plemena (Esegeli in Paskatiri) iz katerih so verjetno nastali današnji Besermeni in Tatari. 
Med vladanjem Almiša v zgodnjem 10. stoletju je državna veroizpoved postal islam. V državo je leta 922/923 je kot odposlanec abasidskega kalifa al-Muktadirja obiskal Ibn Fadlan. Njegova naloga je bila navezati stike med državama, pripeljati sodnike (kadije) in učitelje islamskega šeriatskega prava in pomagati pri gradnji utrdb in mošej. Tengrizem se je kljub uvedbi islama še vedno prakticiral.
Volška Bolgarija je obvladovava srednji tok reke Volge, zato je pred križarskimi vojnami obvladovala tudi večino trgovine med Evropo in Azijo. Po križarskih vojnah so se med vzhodom in zahodom vzpostavile bolj prehodne trgovske poti. Prestolnica Bolgar je bila cvetoče mesto, ki je po velikosti in bogastvu lahko tekmovalo z največjimi središči islamskega sveta. Glavni bolgarski trgovski partnerji so bili Vikingi, Bjarmija na južni obali Belega morja in v porečju Severne Dvine, Jugra med reko Pečoro in severnim Uralom ter Nenci. Njihova trgovina je segala do Bagdada in Konstantinopla na jugu in do zahodne Evrope do Kitajske na vzhodu. 
Druga večja mesta so bila Biljar (Bilär), Suvar (Suwar), Kašan (Qaşan) in Žukotin (Cükätaw). Današnji mesti Kazan in Jelabuga sta se razvili iz volgaških bolgarskih obmejnih utrdb. Nekaterih volgaških bolgarskih mest, ki jih omenjajo ruske kronike, še vedno niso odkrili. Mednje spadajo Ošelj, Tuhčin, Brjahimov in Tav Ile. Nekaj mest je bilo porušenih med invazijo Mongolov. 
Edina vojaška sila, ki je ogrožala Volško Bolgarijo, so bile ruske kneževine na zahodu. Rusi so v 11.stoletju večkrat opustošili Bolgarijo, na prehodu 12. v 13. stoletje pa so vladarji Vladimira, predvsem Andrej Pobožni in Vsevolod III., v strahu pred napadom z vzhoda sistematično ropali bolgarska mesta. Prabolgari so zaradi strahu pred slovanskimi pritiski preselili prestonico iz Bolgarja v Biljar.

## Propad
Septembra 1223 je predstraža Džingiskanove armade pod Subedejevim poveljstvom pri Samari prvič prestopila mejo Volške Bolgarije in v bitki na Samarskem zavoju doživela poraz. Leta 1236 so se Mongoli vrnili in v petih letih podjarmili celo državo, ki je trpela tudi zaradi notranjih sporov. Volška Bolgarija je postala del Džočijevega kanata, kasnejše Zlate horde. Razdeljena je bila na nekaj  kneževin, ki so postale vazali Zlate horde, vendar so imele nekaj avtonomije. Leta 1438 je iz najpomembnejše bolgarske kneževine nastal Kazanski kanat.
Po mnenju nekaterih zgodovinarjev je bilo med mongolsko invazijo ubitih več kot 80% prebivalcev. Preživelo prebivalstvo se je odselilo proti severu na ozemlje današnje Čuvašije iz Tatarstana in ustanovilo nekaj samostojnih vojvodin. Stepska področja Volške Bolgarije so naselili nomadski Kipčaki in Mongoli, zato je razvoj poljedelstva močno upadel.  
Volška bolgarska mesta so si sčasoma opomogla in obnovila in postala središča trgovine in obrti Zlate horde. Nekaj Prabolgarov, predvsem mojstrov in obrtnikov, so na silo preselili v Saraj in druga mesta Zlate horde, vendar je Volška Bolgarija kljub temu ostala središče kmetijstva in obrti.